# Fields of Green
Fields of Green is een muziekalbum van Rick Wakeman uit 1996. Het album met rockmuziek is opgenomen in de privé geluidsstudio Bajonor Studio op Man. Wakeman was (weer eens) niet tevreden over dit album; vooraf was hem al duidelijk dat niet veel mensen het album zouden kopen (klein onbekend label), en dat had gevolgen voor de inspiratie bij het opnemen van de plaat. Starship Trooper klinkt echter als “Wakeman vanouds”, ondanks een mankement aan de elektronische drums. 

## Musici
- Chrissie Hammond – zang
- Fraser Thorneycroft-Smith – gitaar
- Paul Laughin – basgitaar
- Rick Wakeman – toetsinstrumenten
- Stuart Sawney – elektronische drums

## Tracklist
| Nr. | Titel                   | Duur  |
| --- | ----------------------- | ----- |
| 1.  | Starship Trooper / Wurm | 12:23 |
| 2.  | The Promise of Love     | 6:18  |
| 3.  | The Spanish Wizard      | 6:35  |
| 4.  | The Never Ending Road   | 8:58  |
| 5.  | The Fighter             | 5:30  |
| 6.  | Tell Me Why             | 5:13  |
| 7.  | The Rope Trick          | 3:41  |
| 8.  | The Nice Man            | 8:26  |
| 9.  | Fields of Green         | 3:42  |